# ICC World Twenty20 2007
Navigation
Édition suivante
L'ICC World Twenty20 de 2007 est la première édition du championnat du monde de cricket au format Twenty20. Il a été organisé en Afrique du Sud du 11 au 24 septembre 2007. Les douze nations qualifiées jouèrent un total de 27 matchs au format Twenty20. L'équipe d'Inde a remporté la compétition en battant le Pakistan en finale.

## Équipes participantes
| Nations test - Afrique du Sud - Angleterre - Australie - Bangladesh - Inde - Indes occidentales - Nouvelle-Zélande - Pakistan - Sri Lanka - Zimbabwe | Nations ODI - Kenya - Écosse |

## Déroulement

### Premier tour
Au premier tour, les douze nations participantes étaient réparties en quatre poules de trois. Les deux premières équipes de chaque poule se sont qualifiées pour le Super 8. Les équipes étaient réparties comme suit :
- Groupe A : Afrique du Sud, Indes occidentales, Bangladesh
- Groupe B : Australie, Angleterre, Zimbabwe
- Groupe C : Nouvelle-Zélande, Sri Lanka, Kenya
- Groupe D : Pakistan, Inde, Écosse

### Super 8
Les huit équipes qualifiées pour le Super 8 sont réparties en deux poules de 4.

### Tableau final
Les deux meilleures équipes de chaque poule du Super 8 sont qualifiées pour les demi-finales de la compétition.